# Sherry

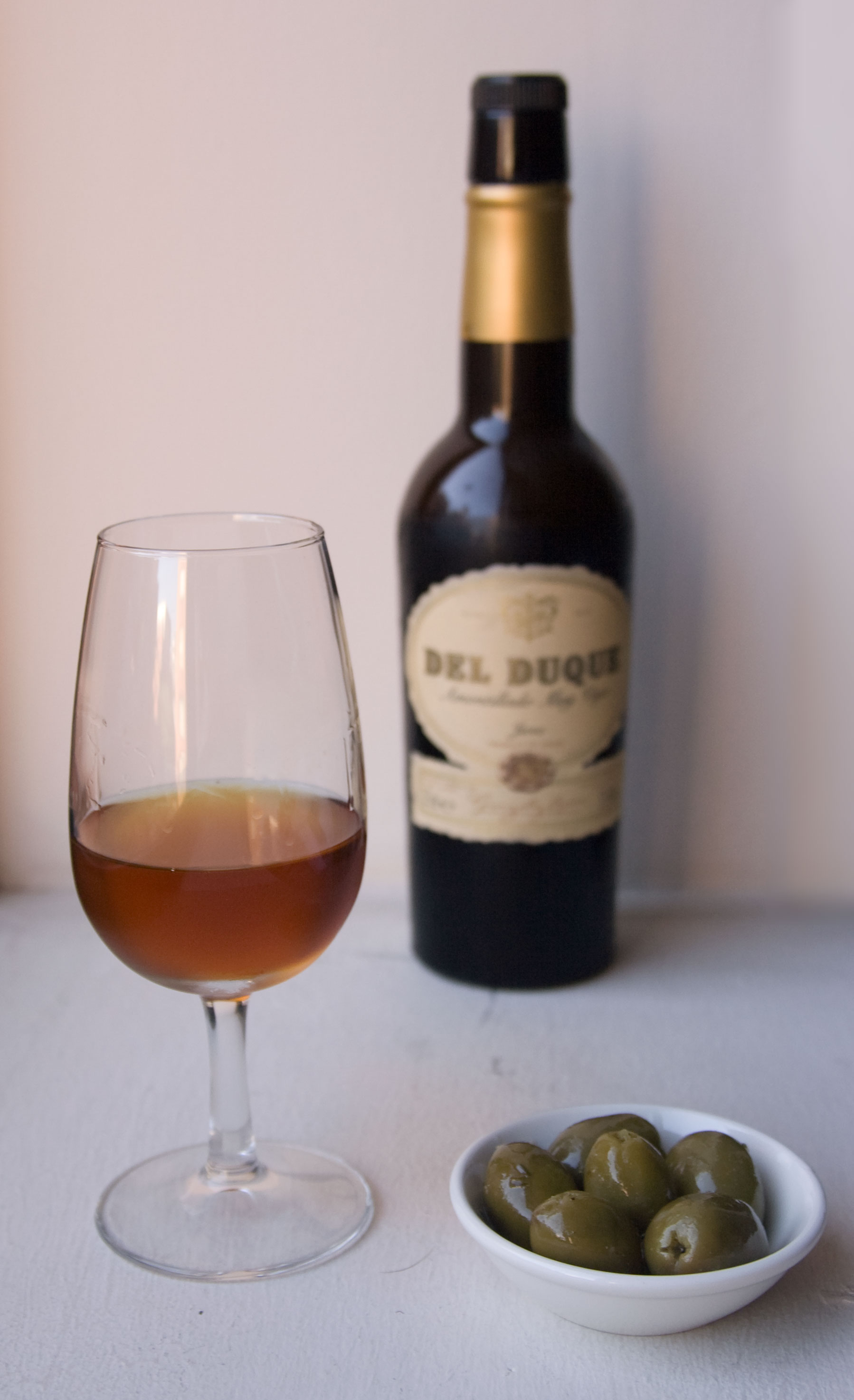
Sherry z rodzaju Amontillado z zakąską z oliwek

Sherry, także jerez, xeres – hiszpańskie wino wzmocnione (ok. 16–20% alkoholu) pochodzące z Andaluzji, z rejonu Jerez de la Frontera. Od schyłku XVI wieku zyskało popularność w Anglii, stąd ogólnie przyjęta angielska nazwa tego trunku.
W języku polskim słowo sherry jest rodzaju nijakiego (to sherry, nie: ta sherry).

## Historia
Rejon Jerez odnosi swą tradycję uprawy winorośli do czasów przybycia na Półwysep Iberyjski Fenicjan ok. 1100 p.n.e. Umiejętność tę kultywowano również przez cały okres rzymski. Maurowie, którzy opanowali ten region w 711 n.e., przynieśli ze sobą znajomość destylacji, co doprowadziło do rozwoju produkcji winiaku i win wzmacnianych. Za ich rządów miasto nosiło nazwę Sherish (arabskie شريش), od czego pochodzą stosowane nazwy sherry i jerez. Wino wytwarzano tam przez pięć wieków arabskiego panowania. W 966 kalif kordobański Al-Hakam II nakazał zniszczenie winnic, lecz gdy mieszkańcy przekonali go, że winnice dostarczają też rodzynek dla wojska, władca zdecydował o oszczędzeniu 2/3 winnic.
W 1264 podczas rekonkwisty miasto zostało odebrane Arabom przez Alfonsa X i nazwę jego zmieniono na Xeres (potem na Xerez, a ostatecznie na Jerez). Od tego czasu znacząco wzrosła produkcja i eksport sherry na całą Europę, gdzie pod koniec XVI w. zyskało reputację najznakomitszego.

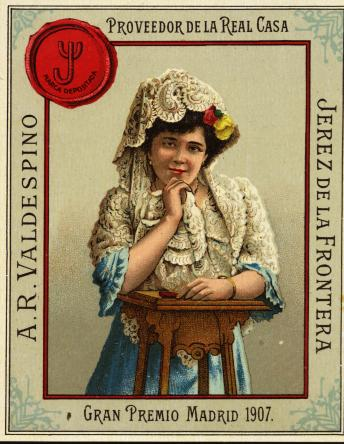
Etykietka renomowanej firmy Valdespino (dostawcy dworu królewskiego) z początku XX wieku

Jako wino wzmacniane (likierowe) sherry ma lepsze od innych win stołowych warunki, by przetrzymać długotrwały transport i podróże. Krzysztof Kolumb sprowadził je do Nowego Świata, a Ferdynand Magellan w swych przygotowaniach do wyprawy dookoła świata w 1519, podobno więcej czasu poświęcił gromadzeniu zapasów tego wina niż uzbrojenia.
Stało się też ono bardzo popularne w Wielkiej Brytanii, zwłaszcza po ograbieniu Kadyksu w 1587 przez Francisa Drake’a (w tym czasie był to jeden z najważniejszych portów hiszpańskich). Wśród łupów przywiezionych przez Drake’a znajdowało się 2900 beczek z sherry, które zmagazynowane czekały w porcie na transport. Ponieważ sherry było później głównym hiszpańskim winem eksportowanym do Wielkiej Brytanii, doszło tam do powstania angielskich przedsiębiorstw (jak Osborne, Harvey, Williams) i do wytworzenia nowych rodzajów i odmian tego trunku; wiele renomowanych piwnic zostało założonych przez rodziny brytyjskie. Angielska sentencja przypisywana Aleksandrowi Flemingowi mówi, że „jeśli penicylina potrafi leczyć chorych, to hiszpańskie sherry przywraca życie umarłym”.
W 1894 winnice w rejonie Jerez zostały zniszczone przez mszyce z rodzaju Phylloxera. Wiele z nich odtworzono przy wykorzystaniu odpornych szczepów winorośli, ale też duża ilość zanikła wskutek tej plagi.

## Produkcja
Proces produkcyjny sherry przebiega w beczkach otwartych, a „wzmocnienia” dokonuje się przez dolanie brandy. Nie należy mylić (co zdarza się w Polsce) sherry z innym napojem alkoholowym, cherry cordial – likierem wiśniowym.

### Warunki klimatyczne
Tak zwany „trójkąt sherry” położony jest nad Zatoką Kadyksu, obejmując miasta Jerez de la Frontera, Sanlúcar de Barrameda i Puerto de Santa María. Okręg ten ma stały klimat, z około 70 dniami deszczowymi i prawie 300 słonecznymi. Deszcze w większości padają w okresie od października do maja, ze średnią ilością 600 litrów/m². Lato jest suche i gorące, z temperaturami sięgającymi do 40 °C. Wiatry wiejące znad oceanu przynoszą wilgoć wczesnym rankiem, a glina zawarta w glebie zatrzymuje ją pod powierzchnią. Średnia temperatura w roku dochodzi do 18 °C.
Wilgotne powietrze morskie w górzystym rejonie powoduje powstawanie pleśni drożdżowej, która na powierzchni wina tworzy kożuchowatą okrywę zwaną flor (kwiat), najbardziej czynną wiosną i jesienią, a zamierającą latem i zimą. Nadaje ona najważniejsze odcienie smaku sherry.

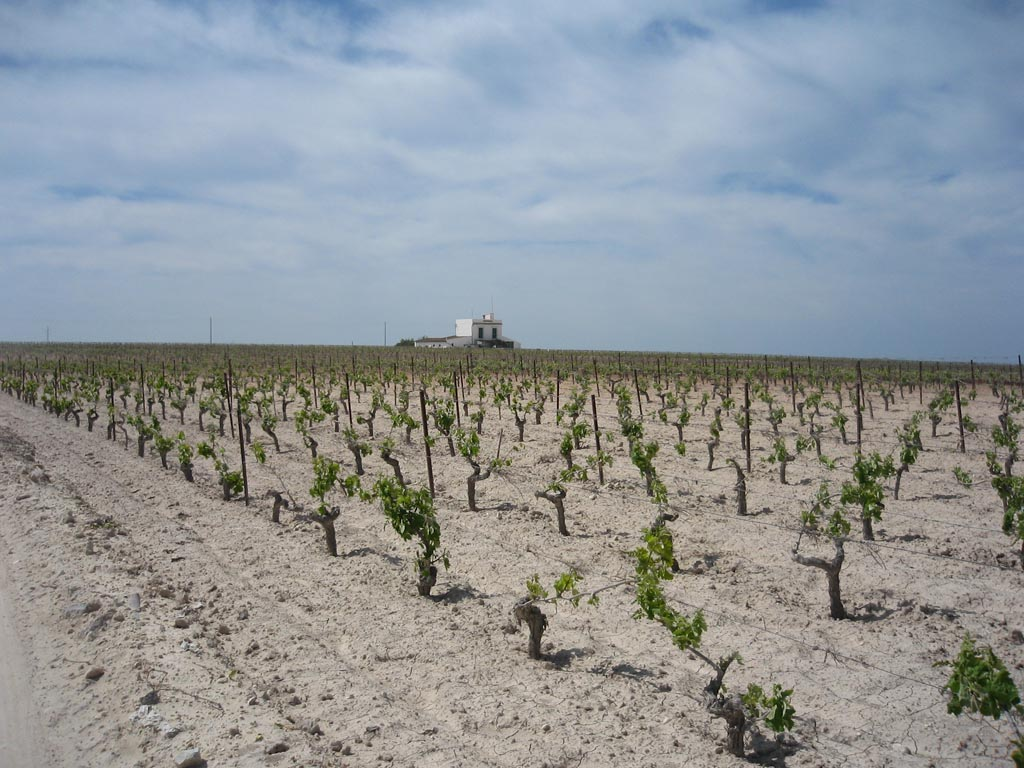
Teren (terroir) winnicy na glebie albariza (Sanlúcar de Barrameda)

### Glebowe warunki upraw
W rejonie Jerez są trzy rodzaje gleby, na których uprawia się winorośle:
- albariza: gleba najjaśniejsza, prawie biała, najlepsza do uprawy winorośli palomino; składa się w 40–50% z kredy, reszta to mieszanina wapienia, gliny i piasku. Albariza dobrze magazynuje wodę w czasie suchych miesięcy.
- barros: gleba o ciemnobrązowym kolorze; zawiera 10% kredy i duże ilości gliny.
- arenas: żółtawa gleba; także 10% kredy, ale z dużą zawartością piasku.

Albariza najlepiej nadaje się do uprawy palomino, zgodnie z wymogiem prawnym 40% winogron, służących do wyrobu sherry musi być uprawiana na tym właśnie rodzaju gleby. Barros i arenas przeważnie wykorzystywane są do upraw winorośli Pedro Ximénez i Moscatel fino.

### Szczepy winorośli
Przed plagą filoksery w 1894 roku istniało wiele odmian winorośli używanych do produkcji sherry w Hiszpanii. Współcześnie stosuje się w Hiszpanii uprawy trzech rodzajów białych winogron (do wytwarzania sherry w innych krajach używa się innych odmian):
- Palomino: główny rodzaj używany do produkcji wytrawnych sherry. W przybliżeniu jest to 90% winogron stosowanych przy powstawaniu sherry (wytwarza się z niej także zwykłe wina białe).
- Pedro Ximénez: używane do produkcji słodkich odmian sherry. Podczas zbiorów winogrona te suszy się przez dwa dni na słońcu, wskutek czego dochodzi do wzrostu stężenia cukru.
- Moscatel romano: podobne do Pedro Ximénez, lecz mniej popularne.

### Fermentacja
Winogrona Palomino zbiera się na początku września. Następnie delikatnie się je wyciska dla otrzymania soku. Tylko soku z pierwszego tłoczenia (hiszp. mosto de yema) używa się do produkcji sherry; produkt kolejnych tłoczeń służy do destylacji, wytwarzania gorszych win i octu. Następnie w cysternach ze stali nierdzewnej mosto de yema poddaje się fermentacji trwającej do końca listopada. W ten sposób powstaje wytrawne wino o zawartości alkoholu 11–12%.

### Wzmacnianie

Zabudowania historycznej winiarni Garvey

Natychmiast po zakończeniu fermentacji pobiera się próbki wina i poddaje się je wstępnej ocenie. W zależności od otrzymanych wyników beczki oznacza się w sposób przedstawiony poniżej:
| /   | oznacza wino o najlepszym smaku i aromacie, nadające się na Fino lub Amontillado. Wina te wzmacnia się do 15% zawartości alkoholu, ażeby uniemożliwić wzrost drożdży.        |
| /.  | oznacza cięższe, mocniejsze wino. Wzmacnia się je do 17,5% zawartości alkoholu, by uniemożliwić wzrost drożdży, a wino dojrzewa w atmosferze z tlenem. Tak powstaje Oloroso. |
| //  | oznacza wino, które pozostawia się, by później ocenić, czy powstanie z niego Amontillado czy Oloroso. Wina te wzmacnia się do 15% zawartości alkoholu.                       |
| /// | oznacza wino słabej jakości, przeznaczane do destylacji. |

Sherry wzmacnia się przy użyciu destilado, powstałego przez destylację wina pochodzącego z regionu La Mancha. Destilado miesza się z dojrzałym sherry w stosunku 50/50, określanym mitad y mitad (pół na pół). W ten sposób mocny alkohol nie psuje młodego sherry.

### Dojrzewanie

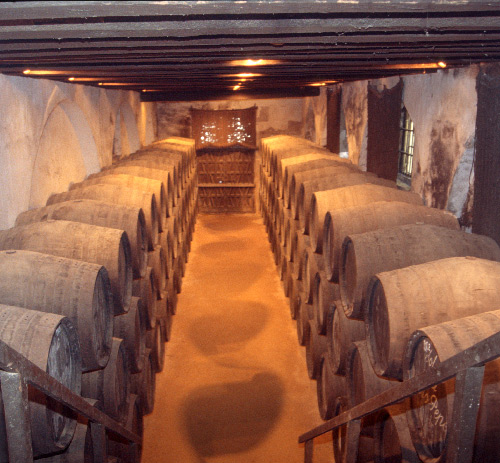
Układ beczek solera w piwnicy winiarni (bodega)

Wzmocnione wino jest przechowywane w sześciusetlitrowych beczkach wykonanych z dębu północnoamerykańskiego, który jest bardziej porowaty niż jego odmiana francuska czy hiszpańska. Beczki napełnia się do 5/6 objętości, pozostawiając pustą przestrzeń na szczycie, o wymiarze dwóch pięści. Umożliwia to wzrost drożdży na powierzchni wina.

Dalej sherry dojrzewa w warstwowo ułożonych beczkach, zwanych solera, w szeregach spiętrzonych po 3 do 9 beczek. Co pewien czas porcję wina z górnej beczki przenosi się do położonej tuż poniżej, przy pomocy specjalnych urządzeń: canoa (pol. kanu) i rociador (pol. zraszacz). Dzięki tym urządzeniom wino przelewa się w sposób łagodny, bez uszkadzania drożdżowej warstwy pleśni. Ostatecznie tylko porcja z ostatniej beczki jest butelkowana i przeznaczona do sprzedaży. W zależności od typu wina porcja może zawierać od 5 do 30% z każdej beczki. Proces ten nazywany jest „uprawianiem wagi”, ponieważ każda beczka w szeregu zwana jest wagą. Wiek najmłodszego wina nalewanego do butelki zależy więc od liczby beczek w szeregu, a każda butelka zawiera pewną ilość starszego wina. Sherry dojrzewa w beczkach przez przynajmniej 3 lata.

## Rodzaje smakowe

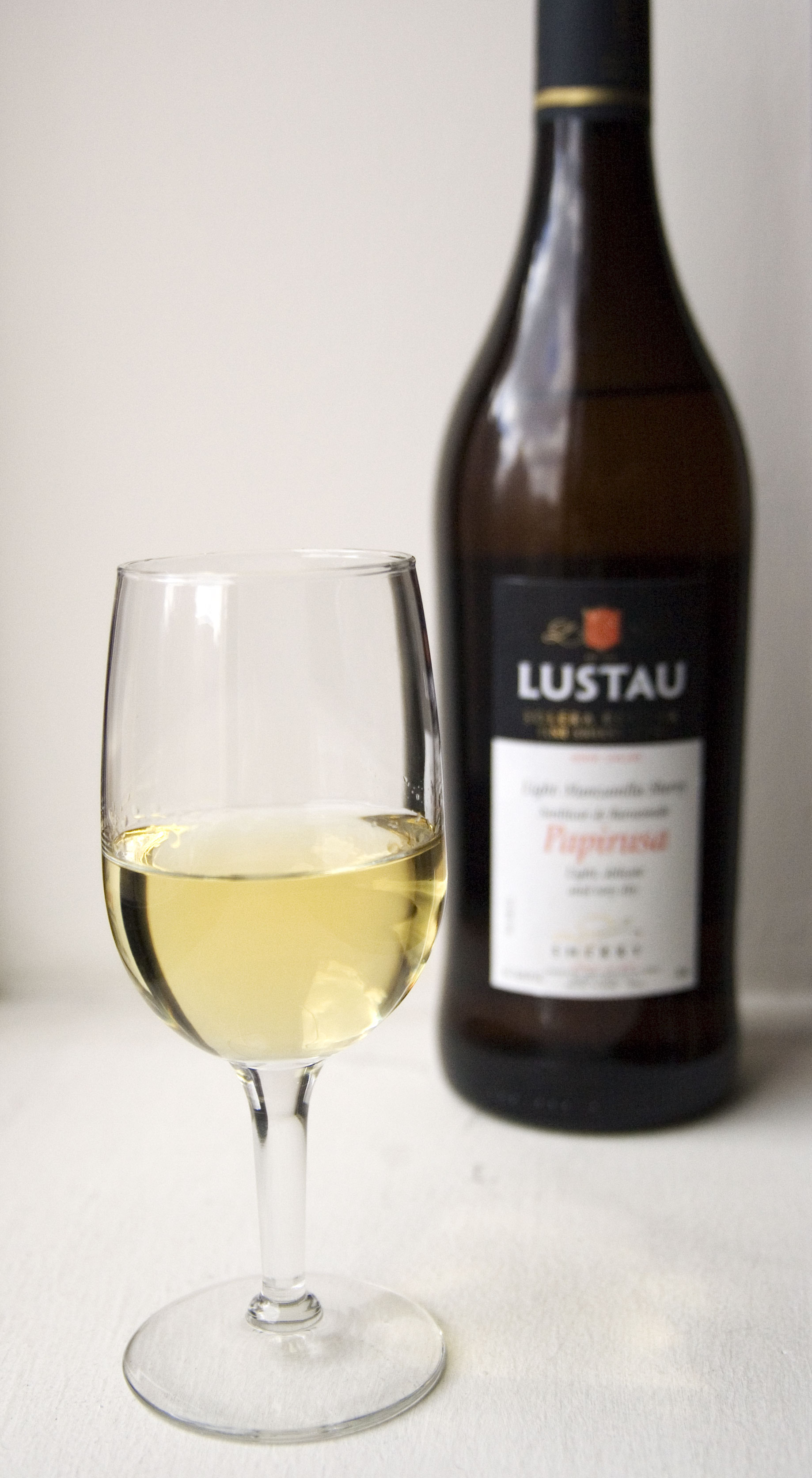
Sherry odmiany manzanilla

- Fino (hiszp. wytworny) – najbardziej wytrawna i jasna ze wszystkich rodzajów sherry.
- Manzanilla – odmiana Fino, wytwarzana w okolicy portu Sanlúcar de Barrameda; wyróżnia się szczególną delikatnością i gładkością.
- Amontillado – odmiana z początku dojrzewająca pod warstwą drożdży, a następnie wystawiona na działanie tlenu; daje to w rezultacie ciemniejszy kolor od Fino, ale jaśniejszy niż Oloroso.
- Oloroso (hiszp. wonny) – odmiana sherry poddawana działaniu tlenu przez dłuższy czas niż Fino lub Amontillado; w rezultacie otrzymuje się wino ciemniejsze i bogatsze w smaku.
- Palo Cortado – rzadka odmiana sherry, też dojrzewająca początkowo pod warstwą drożdży, podobnie jak Amontillado, ale uzyskuje charakter podobny do Oloroso; na charakter Palo Cortado składają się bogaty smak Oloroso i orzeźwiający smak Amontillado.
- Pedro Ximenez – najsłodsza odmiana sherry powstająca wyłącznie ze szczepu o tej samej nazwie.
- Cream lub Sweet Sherry (hiszp. Jerez Dulce) – powstaje po posłodzeniu wytrawnych odmian sherry przy pomocy win Pedro Ximénez lub Moscatel; Cream sherry to odmiana słodka, wytwarzaną z Oloroso, Pale cream sherry powstaje z Fino, a Medium sherry z Amontillado.

Jakość tanich „kremowych” sherry (będących wyrobami również znanych producentów) oraz „bladych (pale) kremów” (czyli hybryd powstałych ze zmieszania Fino i bardzo lekkiego Amontillado z zagęszczonym sokiem winogronowym) jest stosunkowo niska. Istnieją też jednak wysokiej jakości stare wina deserowe pochodzące od uznanych producentów (Gonzalez Byass, Valdespino).
Odrębnym andaluzyjskim regionem produkcji jest Montilla–Moriles koło Kordoby, gdzie wina wytrawne typu sherry wytwarza się zarówno metodą biologiczną (pleśniową), jak i chemiczną, przez utlenianie. Wykorzystuje się przeważnie winogrona odmiany Pedro Ximénez, a wino o znacznej zawartości alkoholu nie wymaga już wzmacniania; ogólnie jest lżejsze i delikatniejsze od klasycznego sherry. Z produkcji imitowanego sherry znany był dawniej Cypr.

## Przechowywanie

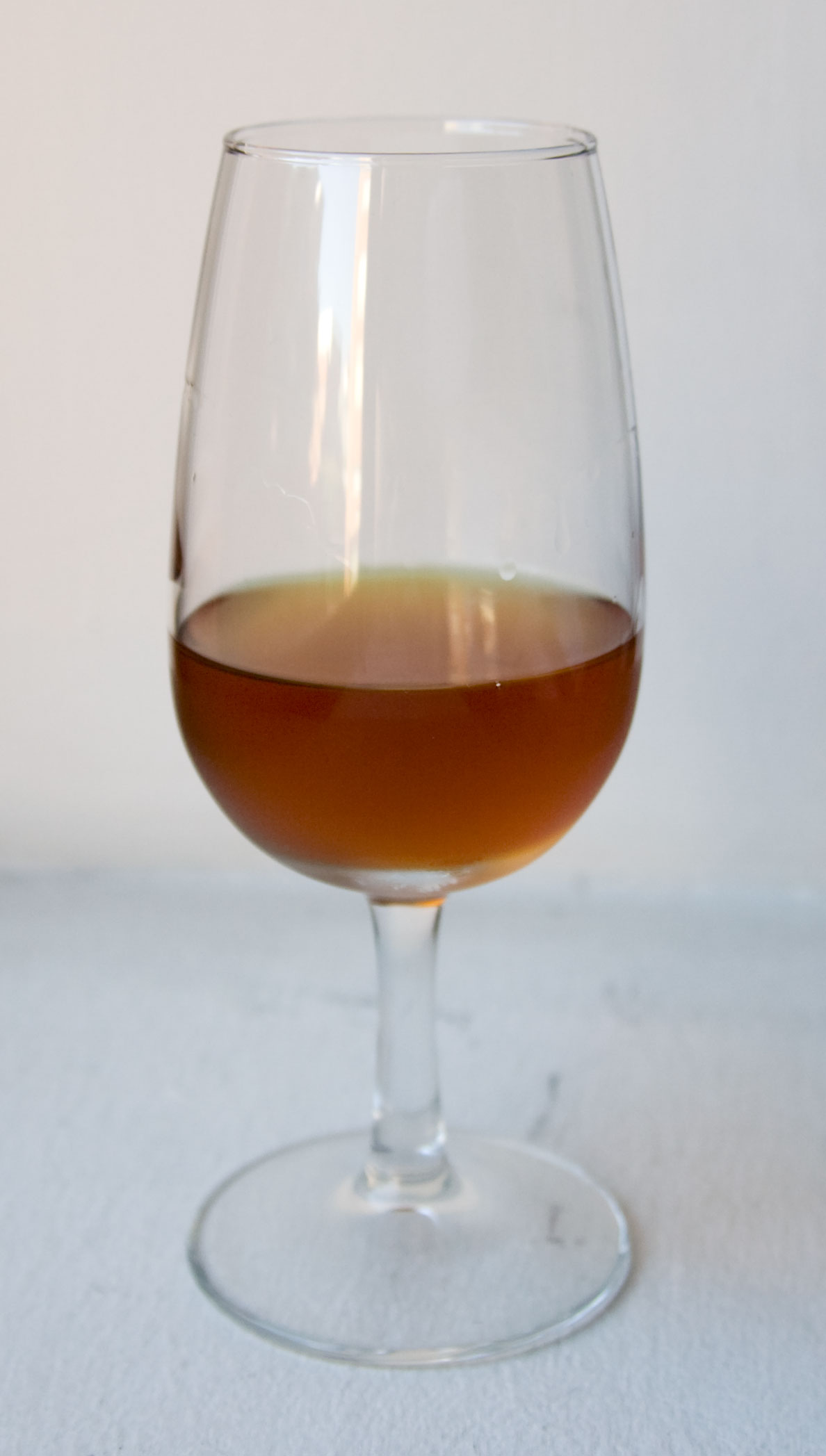
Copita – kieliszek do sherry

Po przelaniu do butelek dalsze dojrzewanie nie przynosi żadnych korzystnych skutków. Odmiany win, które dojrzewały w atmosferze z tlenem, można przechowywać przez wiele lat, bez obawy o utratę aromatu. Po otwarciu jednak wino zaczyna tracić aromat, co w zależności od odmiany trwać może od około tygodnia do kilku miesięcy. Dlatego należy je przechowywać zakorkowane i schłodzone; butelki powinny stać pionowo, w chłodnym, ciemnym miejscu.

## Spożywanie
Sherry można konsumować natychmiast po butelkowaniu. Tradycyjnie pije się je z kieliszków w kształcie kwiatu tulipana, zwanych copita. W piwnicach win (bodegach) jest ono serwowane przez tzw. venenciadora. Za pomocą giętkiego nabieraka, zwanego venencią, dobywa on prosto z beczki schłodzone Fino lub Manzanillę i serwuje do kieliszków degustujących. To stare zajęcie uprawia w Hiszpanii zaledwie kilkadziesiąt osób, a poza jej granicami jedynie wąska grupa, najliczniejsza w Japonii.
W Europie sherry często jest niewłaściwie podawane w niewielkich kieliszkach w temperaturze pokojowej, z dawniej otwartych butelek. Anglicy zwyczajowo piją je przy posiłku, z dużych kieliszków, mocno schłodzone (z lodówki), ze świeżo lub niedawno otwartej butelki.